# Scranton (Arkansas)
Scranton es una ciudad ubicada en el condado de Logan en el estado estadounidense de Arkansas. En el Censo de 2010 tenía una población de 224 habitantes y una densidad poblacional de 184,01 personas por km².

## Geografía
Scranton se encuentra ubicada en las coordenadas 35°21′37″N 93°32′16″O / 35.36028, -93.53778. Según la Oficina del Censo de los Estados Unidos, Scranton tiene una superficie total de 1.22 km², de la cual 1.22 km² corresponden a tierra firme y (0%) 0 km² es agua.

## Demografía
Según el censo de 2010, había 224 personas residiendo en Scranton. La densidad de población era de 184,01 hab./km². De los 224 habitantes, Scranton estaba compuesto por el 95.98% blancos, el 0% eran afroamericanos, el 1.34% eran amerindios, el 0.89% eran asiáticos, el 0% eran isleños del Pacífico, el 0% eran de otras razas y el 1.79% pertenecían a dos o más razas. Del total de la población el 0% eran hispanos o latinos de cualquier raza.